# Sverre Palm
Rolf Egon Sverre Palm, född Larsson 11 september 1934 i Hova församling i Skaraborgs län, är en svensk socialdemokratisk politiker, som mellan åren 1981 och 1998 var riksdagsledamot för Göteborgs och Bohusläns valkrets.